# Hackberry (Louisiane)
Pour les articles homonymes, voir Hackberry.
Hackberry est une census-designated place de la paroisse de Cameron, en Louisiane, aux États-Unis. 